# Pacifiphantes zakharovi
Pacifiphantes zakharovi är en spindelart som beskrevs av Kirill Yeskov och Yuri M. Marusik 1994. Pacifiphantes zakharovi ingår i släktet Pacifiphantes och familjen täckvävarspindlar. Inga underarter finns listade i Catalogue of Life.